# Die schöne Katrinelje und Pif Paf Poltrie

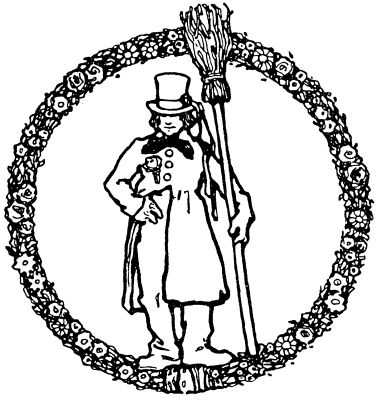
Otto Ubbelohde: Die schöne Katrinelje und Pif Paf Poltrie

Die schöne Katrinelje und Pif Paf Poltrie ist ein Märchen (ATU 2019). Es steht in den Kinder- und Hausmärchen der Brüder Grimm an Stelle 131 (KHM 131). Bis zur 3. Auflage schrieb sich der Titel Die schöne Katrinelje und Pif, Paf, Poltrie.

## Inhalt
Um die schöne Katrinelje heiraten zu können, muss Pif Paf Poltrie nacheinander den Vater Hollenthe, die Mutter Malcho, den Bruder Hohenstolz und die Schwester Käsetraut um Erlaubnis fragen. Alle üben dabei typische Tätigkeiten aus, die sich auf ihren Namen reimen, wie zum Beispiel „»Wo ist dann der Bruder Hohenstolz?« – »Er ist in der Kammer und hackt das Holz.«“ Alle stimmen unter der Voraussetzung zu, dass auch alle anderen einverstanden sind. Schließlich spricht er die schöne Katrinelja selbst an und fragt, was sie denn als Brautschatz zu bieten habe, was nicht viel ist. Nun fragt sie ihn, was er denn für einen Beruf habe und beginnt zu raten: Ein Schneider, ein Schuster, ein Ackersmann usw. Er antwortet immer: »Noch viel besser.« bis schließlich sie das schönste Handwerk rät, welches er ausübt: »Ein Besenbinder.«

## Herkunft und Interpretation
Der Text steht in Grimms Märchen ab dem zweiten Teil der 1. Auflage (da Nr. 45) an Stelle 131. Die Anmerkung notiert Aus dem Paderbörnischen (d. h. von Familie von Haxthausen) und beschreibt noch eine Bremer Variante mit anderen Gedichten.
Die Kinder- und Hausmärchen enthalten noch zwei Reimgeschichten ums Heiraten: KHM 32 Der gescheite Hans und KHM 38 Die Hochzeit der Frau Füchsin. Zum Anpreisen des Reichtums vgl. auch KHM 84 Hans heiratet.
Der Name Poltrie kommt wohl von englisch paltry ‚armselig‘, ‚karg‘. Das Märchen ist sehr einfach in Sprache und Handlungsablauf, kennzeichnend sind leicht variierte szenische Wiederholungen und einfache Reime. Es enthält keinerlei Zauber, das Spannungsniveau ist flach, märchentypische Einleitungen und Schlussformeln fehlen. Durch diese Struktur ist es auch für sehr kleine Kinder geeignet und ähnelt einfachen Reimgeschichten, Liedern oder kann Verwendung als bewegtes Singspiel finden. Erich Colberg ordnet es der Familie der Kreisspiele zu und empfiehlt es für den Kindergarten und die Grundschule. Er nennt als vergleichbare Spiele Dornröschen war ein schönes Kind und Wer wird fleißige Handwerker sehn? Aufgrund dieser Besonderheit fand es über die Vertonung des Komponisten und Musiktherapeuten Paul Nordoff auch Eingang in die Arbeit mit geistig behinderten Kindern.
Rosemarie Tüpker sieht neben der Wertschätzung eines einfachen Handwerksberufes in der Einfachheit und von Wiederholungen geprägten Struktur des Märchens wie in der Tätigkeit des Zusammenbindens und -fegens eine besondere Eignung des Märchens für die Arbeit mit geistig behinderten Menschen, deren Biografien oft von Erfahrungen geprägt seien. die nur schwer zu einer biografischen Einheit zusammenzufügen seien.

## Verarbeitungen
1951 verarbeitete Hedwig von Lölhöffel (1913–1986) das Märchen zu einem Kreisspiel für Kinder, zu dem sie auch einfache Lieder komponierte.
Der Komponist und Musiktherapeut Paul Nordoff komponierte über das Märchen ein Singspiel mit Liedern und Klavierbegleitung für geistig behinderte Kinder, deren Handlungsablauf das Besenbinden und Zusammenfegen von im Raum verstreuten Blättern stärker in den Mittelpunkt stellt als dies im Märchen ausgeführt wird. Die mehrfache Durchführung des Spiels, bei der die Kinder – vom Musiktherapeuten am Klavier und einem Cotherapeuten begleitet – die verschiedenen Rollen einnehmen, kann je nach den Besonderheiten der Behinderungen individuelle fördernde, therapeutische und gruppendynamische Wirkungen entfalten.
Janosch veränderte in seinen Nachschöpfungen Grimm'scher Märchen einige der Reime, z. B. folgt auf „»Wo ist denn Schwester Käseltraut?« – »Sitzt am Klavier und singt laut«“, auf „»Wo ist denn die schöne Kathrin?« – »Sitzt am Klavier und ißt Aspirin«“ und parodiert die Form des wiederholten Fragenmüssens, indem er „Piff Paff der Polterie“ achtzig Jahre lang fragen lässt, bis endlich alle gestorben sind und „Die schöne Kathrine und Piff Paff der Polterie“ mit über hundert Jahren endlich heiraten können.